# I giganti della montagna
I giganti della montagna è un dramma incompiuto dello scrittore italiano Luigi Pirandello.

## Storia
Fu steso intorno al 1933, anche se a quanto pare il pezzo era stato concepito, in forma embrionale, negli anni venti. Come di consueto, questo dramma si basa su una delle Novelle per un anno, Lo storno e l'Angelo Centuno (1910); inoltre un personaggio, il lampionaio Quaquèo, è ispirato alla novella Certi obblighi.
Il primo atto aveva un titolo a sé: I fantasmi. Pubblicato in alcune riviste (Dramma; La Nuova Antologia), fu rappresentato per la prima volta a Firenze il 5 giugno 1937.
Il secondo atto fu dato alle stampe dalla rivista Quadrante. Il pezzo rimase comunque incompiuto a causa della morte del drammaturgo, avvenuta nel 1936. Il terzo atto, l'ultimo, non fu mai scritto, anche se il figlio di Pirandello, Stefano, ne tentò una ricostruzione: a quanto pare il padre gliene avrebbe rivelata la struttura. Il pezzo continuò quindi ad essere rappresentato in varie versioni: famose furono  le rappresentazioni di Giorgio Strehler, di gran prestigio anche a livello internazionale (ad esempio a Düsseldorf nel 1958), e di Leo de Berardinis, del 1993.

## Trama
La pièce narra la vicenda di un gruppo di disadattati che trovano rifugio in una villa chiamata La Scalogna e incontrano una compagnia di attori, chiamata La compagnia della contessa perché  guidata da una contessa, in procinto di mettere in piedi la rappresentazione di un pezzo teatrale, La favola del figlio cambiato dello stesso Pirandello. Un mago suggerisce alla contessa di andare a rappresentare l'opera teatrale dinanzi ai Giganti delle montagne, uomini di un potere immenso che vivevano su una montagna. Viene quindi richiamato il principio di teatro nel teatro già usato da Pirandello in pezzi come Sei personaggi in cerca d'autore.